# Pomarea mendozae
El monarca de las Marquesas (Pomarea mendozae) es una especie de ave paseriforme de la familia Monarchidae.

## Descripción
Incluyendo la cola, el monarca de las Marquesas mide unos 17 cm de largo. El macho es de color negro brillante y tiene un pico de color azul claro. En la hembra, la cabeza es de color negro y el resto del cuerpo blanco. Las plumas son de color negro con un borde blanco. La cola posee una franja negra en sus extremos. En la parte final de la cola tiene una mancha rosa con algo de tono amarillo-marrón. Las aves jóvenes son de color marrón rojizo.

## Distribución y hábitat
Es endémica de las islas Marquesas, Polinesia francesa.  Sus hábitats naturales son los bosques húmedos tropicales isleños. Se encuentra amenazada por la pérdida de hábitat.